# Широкая Балка (Днепропетровская область)
Широкая Балка (укр. Широка Балка) — село,
Варваровский сельский совет,
Юрьевский район,
Днепропетровская область,
Украина.
Код КОАТУУ — 1225980517. Население по переписи 2001 года составляло 78 человек .

## Географическое положение
Село Широкая Балка находится на расстоянии в 3 км от сёл Водяное, Заречное и Долина.
По селу протекает пересыхающий ручей с запрудой.